# 1910年5月9日の日食

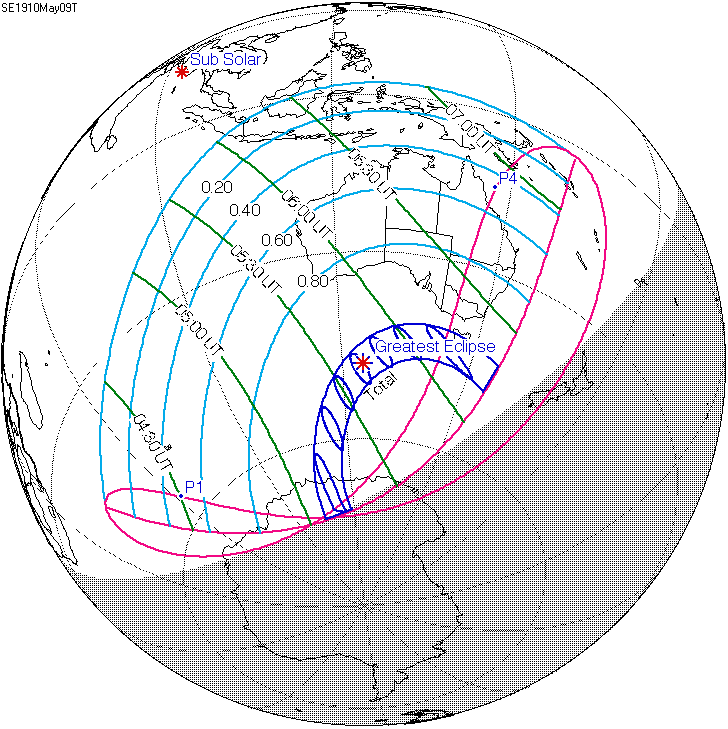

1910年5月9日の日食は、1910年5月9日に観測された日食である。南極大陸とオーストラリアのタスマニア州で皆既日食が観測され、オーストラリア、マレー諸島中南部及び以上の地域の周辺の一部で部分日食が観測された。

## 通過した地域
皆既帯が通過した、皆既日食が見えた地域は南極大陸のウィルクスランドの一部とオーストラリアのタスマニア州中南部だった。また、皆既日食が見えなくても、部分日食が見えた地域はマレー諸島中東部、オーストラリア全国、ニュージーランド南西部、メラネシア中西部、ケルゲレン諸島、南極大陸のインド洋沿岸。

## 観測
交通が極めて不便な南極大陸のほか、皆既帯が通過した唯一の陸地はオーストラリアのタスマニア州だった。雨季の不利な條件にもかかわらず、イギリスのパイオニア飛行士フランシス・マクリーン率いる観測隊はタスマニア島南西部海岸にあるポート・デイビーに行った。結果、雨の天気で観測は成功しなかった。また、タスマニア島南東に位置するブルニー島での観測も天気で失敗し、タスマニア島西部海岸のズィーハンとストラーンでは部分日食の段階で晴れだったが、皆既日食の段階に入って天気が悪化した。内陸にあるクイーンズタウンはごく少数の日食の過程のすべてが見えた場所で、コロナの写真を撮った人もいた。